# SHAKER (음반)
《SHAKER》(셰이커)는 일본의 여가수 나카모리 아키나(中森明菜)의 17번째 정규 음반으로 1997년 5월 21일에 발매하였다. (CD: MVCD-38) 《la alteración》 발매 이후 1년 6개월만에 출시한 정규 음반으로 나카모리가 MCA 빅터 소속 당시에 제작된 마지막 음반이다. 당초 이 음반의 제목은 이탈리아어로 된 Dolce였지만 나카모리가 한 곡 한 곡을 술에 대입하여 이 곡들이 칵테일처럼 혼합되는 뉘앙스를 표현하고 싶었다면서 칵테일을 섞는 기구인 셰이커에서 따와 SHAKER로 명명했다고 밝혔다. 1997년 3월 31일, 오리콘 주간 앨범 차트에 처음으로 진입, 최고순위 14위를 달성하였다. 차트 톱100에 총 5주간 올라와있었다.
CD 저널은 다채롭게 구성된 정력적인 작품으로 보컬에서 옛 정취가 물씬 풍긴다고 비평하였다.

## 수록곡
| #            | 제목                                                                            | 작사                | 작곡              | 편곡                             | 재생 시간 |
| ------------ | ------------------------------------------------------------------------------- | ------------------- | ----------------- | -------------------------------- | --------- |
| 1.           | 〈〈만월〉(満月 만게츠[*])〉                                                    | 사에구사 쇼         | 야마구치 카즈히사 | 야마구치 카즈히사, 가구와 히로시 | 5:28      |
| 2.           | 〈〈Spicy Heart〉〉                                                             | 마마 료             | 우노 토시히데     | 나라베 쇼헤이                    | 4:11      |
| 3.           | 〈〈밤의 향기〉(夜の匂い 요루노니오이[*])〉                                     | 오카베 마리코       | 아사모토 히로후미 | 아사모토 히로후미                | 4:48      |
| 4.           | 〈〈맛있는 물〉(おいしい水 오이시미즈[*]〉                                      | 오카베 마리코       | 아사모토 히로후미 | 아사모토 히로후미                | 5:37      |
| 5.           | 〈〈MOONLIGHT SHADOW - 달에 짖어라〉(MOONLIGHT SHADOW-月に吠えろ (album mix))〉 | 다카미자와 토시히코 | 코무로 테츠야     | 코무로 테츠야                    | 5:33      |
| 6.           | 〈〈붉은 장미가 흔들렸다〉(赤い薔薇が揺れた 아카이노바라가유레타[*])〉          | 나츠노 세리코       | 와타나베 미키     | 다마키 신고                      | 4:58      |
| 7.           | 〈〈APPETITE 〜HORROR PLANTS BENJAMIN〉〉                                       | 나츠노 세리코       | U-ki              | U-ki                             | 5:01      |
| 8.           | 〈〈꿈꾸듯이 자고 싶어〉(夢みるように眠りたい 유메미루요니네무리타이[*])〉      | 오카베 마리코       | 치자와 마사시     | 사코타 이타루                    | 4:06      |
| 9.           | 〈〈벚꽃 (미약)〉(桜（びやく） 사쿠라 미야쿠[*])〉                              | 나츠노 세리코       | U-ki              | U-ki                             | 4:57      |
| 10.          | 〈〈바람을 껴안고〉(風を抱き締めて 카제오다키시메테[*])〉                       | 마츠자키 유코       | 시마다 마사노리   | 시마다 마사노리                  | 5:36      |
| 11.          | 〈〈달은 푸르게〉(月は青く 츠키와 아오쿠[*])〉                                  | 오카베 마리코       | 노다 사토시       | 다마키 신고                      | 5:08      |
| 총 재생 시간 | 총 재생 시간                                                                    | 총 재생 시간        | 총 재생 시간      | 총 재생 시간                     | 55:34     |